# The Black Hand (film 1913)
The Black Hand è un cortometraggio muto del 1913 diretto da Pat Hartigan. Fu interpretato da Ruth Roland, John E. Brennan e Marshall Neilan.
Il titolo è stato utilizzato varie volte dal cinema: nel 1906, Wallace McCutcheon aveva diretto un cortometraggio dallo stesso titolo, The Black Hand. Anche nel 1912 era uscito un The Black Hand prodotto dall'Eclair American.

## Trama
Clara imbroglia il padre, facendogli credere di essere minacciato dalla Mano Nera. Riesce così a farsi dare il consenso per sposare il suo innamorato.

## Produzione
Il film venne prodotto dalla Kalem.

## Distribuzione
Fu distribuito dalla General Film Company, che fece uscire il film nelle sale statunitensi il 23 maggio 1913. Il corto, uno split reel, era accorpato a un altro film prodotto dalla Kalem, la commedia The Egyptian Mummy che, nelle proiezioni, veniva sempre presentato insieme a questo: i due split reel formavano quindi un unico programma.
Copia della pellicola viene conservata all'UCLA Film and Television Archive.